# Pterodunga
Pterodunga là một chi bọ cánh cứng trong họ Chrysomelidae.
Chi này được miêu tả khoa học năm 2000 bởi Daccordi.

## Các loài
Chi này gồm các loài:
- Pterodunga mirabile Daccordi, 2000